# Llista de quadres de Paul Gauguin (1889-1903)
Llista de quadres de Paul Gauguin corresponent a la segona etapa, a partir de l'any 1889. Inclou les obres fetes a Le Pouldu (Bretanya), les dues estades a Tahití amb un retorn a França (París i Bretanya) i els darrers anys a Hiva Oa.
La llista es presenta per ordre cronològic segons el catàleg raonat de Sugana 1972 que va revisar l'anterior de Wildenstein 1964. Les imatges es presenten a escala.

## Llista de quadres

### 1889-1890 París, Bretanya III (Le Pouldu)
| Imatge | Catàleg raonat | Any         | Títol / original                                                                                         | Tècnica / dimensions                                            | Museu / lloc                                               |
| ------ | -------------- | ----------- | --- | --------------------------------------------------------------- | ---------------------------------------------------------- |
|        | S.132 W.297    | 1889-1890   | Autoretrat amb ondina Autoportrait                                                                       | Oli sobre tela 45 × 38                                          | Museu Puixkin Moscou                                       |
|        | S.148 W.313    | 1889        | La família Schuffenecker L'Atelier de Schuffenecker, ou La Famille Schuffenecker                         | Oli sobre tela 73 × 92                                          | Museu d'Orsay París                                        |
|        | S.149 W.326    | 1889        | Crist al jardí dels olivers Le Christ au Jardin des Oliviers                                             | Oli sobre tela 73 × 92                                          | Norton Gallery and School of Fine Art West Palm Beach      |
|        | S.150 W.328    | 1889        | El Crist verd, o Calvari bretó Le Christ vert ou Calvaire breton                                         | Oli sobre tela 92 × 73,5                                        | Museu d'Art Modern Brussel·les                             |
|        | S.151 W.327    | 1889 set.   | El Crist groc Le Christ jaune                                                                            | Oli sobre tela 92,1 × 73,3                                      | Albright-Knox Art Gallery Buffalo                          |
|        | S.152 W.324    | 1890-1891   | Autoretrat amb Crist groc Autoportrait au Christ jaune                                                   | Oli sobre tela 38 × 46                                          | Museu d'Orsay París                                        |
|        | S.153 W.325    | 1890-1891   | Autoretrat amb mandolina Autoportrait à la mandoline                                                     | Oli sobre tela 61 × 50                                          | Col·lecció privada                                         |
|        | S.154 W.317bis | 1889 o 1893 | El pintor Roy Le Peintre Roy                                                                             | Oli sobre tela 40,5 × 32,5                                      | Col·lecció privada                                         |
|        | S.156 W.315    | 1889 ag.    | La bella Angèle La Belle Angèle                                                                          | Oli sobre tela 92 × 73,2                                        | Museu d'Orsay París                                        |
|        | S.157 W.316    | 1889        | Jove bretona Jeune Bretonne                                                                              | Oli sobre tela 46 × 38                                          | Col·lecció privada                                         |
|        | S.- W.319      | 1889-1890   | Mimi i el seu gat Mimi et son chat                                                                       | Guaix sobre cartó 17,6 × 16                                     | Col·lecció privada                                         |
|        | S.158 W.336    | 1889        | Ondina I, o En les onades Ondine (I), ou Dans les vagues                                                 | Oli sobre tela 92,5 × 72,4                                      | Museu d'Art de Cleveland                                   |
|        | S.- W.337      | 1889        | Ondina II Ondine (II)                                                                                    | Pastel i guaix sobre paper 18 × 48,2                            | Col·lecció privada                                         |
|        | S.- W.338      | 1889        | Ondina III Ondine (III)                                                                                  | Aquarel·la i guaix sobre paper 12 × 38                          | Col·lecció privada                                         |
|        | S.- W.333      | 1889        | Eva bretona I Eve Bretonne (I)                                                                           | Aquarel·la i pastel 33,7 × 31,1                                 | Museu d'Art McNay San Antonio (Texas)                      |
|        | S.- W.334      | 1889        | Eva bretona II Eve Bretonne (II)                                                                         | Pastel sobre paper 55,8 × 26,4                                  | Col·lecció privada                                         |
|        | S.159 W.335    | 1889        | La Vida i la Mort La Vie et la Mort, ou Femmes se baignant                                               | Oli sobre tela 92 × 73                                          | Museu Mohamed Mahmoud Khalil El Caire                      |
|        | S.160 W.339    | 1889        | Nen bretó nu Petit Breton nu                                                                             | Oli sobre tela 93 × 73.5                                        | Museu Wallraf-Richartz Colònia                             |
|        | S.161 W.344    | 1889        | Guardiana de vaques La Gardeuse de vaches                                                                | Oli sobre tela 71,5 × 90,5                                      | Ny Carlsberg Glyptotek Copenhaguen                         |
|        | S.- W.346      | 1889        | Infantesa de Bretanya Enfance de Bretagne                                                                | Pastel i aquarel·la sobre paper 26,3 × 38,2                     | Museu d'Art de la Prefectura de Fukushima Fukushima (Japó) |
|        | S.162 W.352    | 1889        | Sega a la Bretanya Moisson en Bretagne                                                                   | Oli sobre tela 92 × 73,3                                        | Courtland Institute Galleries Londres                      |
|        | S.163 W.350    | 1889        | Les farratjadores Les Faneuses                                                                           | 76 × 95                                                         | Col·lecció privada                                         |
|        | S.164 W.351    | 1889        | Pallers grocs, o Sega rossa Les Meules jaunes ou La Moisson blonde                                       | Oli sobre tela 73,5 × 92,5                                      | Museu d'Orsay París                                        |
|        | S.166 W.347    | 1889        | El salze Le Saule                                                                                        | Oli sobre tela 92,1 × 73,3                                      | Museu d'Art Nelson-Atkins Kansas City                      |
|        | S.167 W.357    | 1889        | Els salzes Les Saules                                                                                    | Oli sobre tela 92 × 73,5                                        | Museu Nacional d'Oslo                                      |
|        | S.168 W.367    | 1889        | Nen bretó amb oca Petit Breton à l'oie                                                                   | Oli sobre tela 92 × 73                                          | Col·lecció privada                                         |
|        | S.169 W.353    | 1889        | La barrera La Barrière                                                                                   | Oli sobre tela 92.5 × 73                                        | Kunsthaus Zürich                                           |
|        | S.170 W.358    | 1889        | Costura La Couture                                                                                       | Oli sobre tela 73 × 92                                          | Col·lecció privada Zuric                                   |
|        | S.171 W.356    | 1889        | Camps vora el mar Les Champs au bord de la mer                                                           | Oli sobre tela 72,5 × 91                                        | Museu Nacional Estocolm                                    |
|        | S.172 W.354    | 1889        | Guardiana de porcs Gardeuse de porcs                                                                     | Oli sobre tela 73 × 92                                          | Col·lecció privada                                         |
|        | S.174 W.365    | 1889        | La vaca vermella La Vache rouge                                                                          | Oli sobre tela 90,8 × 73                                        | Museu d'Art del Comtat de Los Angeles                      |
|        | S.175 W.368    | 1889        | Passeig sentimental Promenade sentimentale                                                               | Oli sobre tela 90 × 72                                          | Col·lecció privada Nova York                               |
|        | S.176 W.366    | 1889        | Entre els lliris Entre les lys                                                                           | Oli sobre tela 92 × 73                                          | Col·lecció privada                                         |
|        | S.177 W.360    | 1889        | A sobre del mar Au-dessus de la mer                                                                      | Oli sobre tela 65 × 50                                          | Col·lecció privada                                         |
|        | S.178 W.361    | 1889        | Graller sobre el penya-segat Le Jouer de flageolet                                                       | Oli sobre tela 71 × 91.3                                        | Museu d'Art Indianapolis                                   |
|        | S.179 W.364    | 1889        | La casa aïllada La Maison isolée                                                                         | Oli sobre tela 60 × 73                                          | Col·lecció privada                                         |
|        | S.180 W.349    | 1889        | Recollidores d'algues II Ramasseuses de varech II                                                        | Oli sobre tela 87 × 123                                         | Museu Folkwang Essen                                       |
|        | S.181 W.348    | 1889        | Recollidores d'algues I Ramasseuses de varech I                                                          | Oli sobre tela 17 × 14                                          | Col·lecció privada                                         |
|        | S.182 W.342    | 1889        | Escena bretona Scène bretonne                                                                            | Aquarel·la sobre paper 19,1 × 41,9                              | Col·lecció privada                                         |
|        | S.- W.343      | 1889        | La vaquera La Vachère                                                                                    | Guaix 48 × 60                                                   | Col·lecció privada                                         |
|        | S.183 W.359    | 1889        | En la platja a la Bretanya Sur la plage en Bretagne                                                      | Oli sobre tela 60 × 73                                          | Museu Nacional d'Oslo                                      |
|        | S.184 W.362    | 1889        | Platja a Le Pouldu La Plage au Pouldu                                                                    | Oli sobre tela 73 × 92                                          | Col·lecció privada                                         |
|        | S.185 W.363    | 1889        | La costa de Bellangenay La Côte de Bellangenay                                                           | Oli sobre tela 73 × 92                                          | Museu d'Art Springfield (Ohio)                             |
|        | S.186 W.371    | 1889        | Vista de la platja de Bellangenay Vue de la Plage de Bellangenay                                         | Oli amb aiguarràs sobre cartó 31,3 × 43,2                       | Col·lecció privada                                         |
|        | S.187 W.369    | 1889        | Els fencs Les Foins                                                                                      | Oli sobre tela 51 × 46                                          | Museu Artizon Tòquio                                       |
|        | S.189 W.340    | 1889        | Dues bretones prop del mar Bretonnes près de la mer, ou Petites Bretonnes devant la mer I                | Oli sobre tela 92,5 × 73,6                                      | Museu Nacional d'Art Occidental Tòquio                     |
|        | S.- W.341      | 1889        | Petites bretones davant el mar II Petites Bretonnes devant la mer II                                     | Pastel sobre cartó 74,5 × 51                                    | Col·lecció privada                                         |
|        | S.190 W.345    | 1889        | Noies a Le Pouldu Fillettes au Pouldu                                                                    | Oli sobre tela 93 × 74                                          | Col·lecció privada                                         |
|        | S.191 W.329    | 1889        | Jove bretona amb filosa, o Joana d'Arc Jeune Bretonne au rouet, ou Jeanne d'Arc                          | Oli sobre guix 134 × 62                                         | Museu Van Gogh Amsterdam                                   |
|        | S.192 W.383    | 1889        | L'oca L'Oie                                                                                              | Oli sobre guix 53 × 72                                          | Museu de Belles Arts Quimper                               |
|        | S.194 W.330    | 1889        | Dona caribenya Femme Caraïbe                                                                             | Oli sobre fusta 64 × 54                                         | Institut d'Art de Chicago                                  |
|        | S.195 W.321    | 1889        | Bon dia senyor Gauguin I Bonjour Monsieur Gauguin (I), ou Bonjour Monsieur Gauguins (sic)                | Oli sobre tela encolada 74,9 × 54,8                             | Museu Hammer Los Angeles                                   |
|        | S.196 W.322    | 1889        | Bon dia senyor Gauguin II Bonjour Monsieur Gauguin (II)                                                  | Oli sobre tela 113 × 92                                         | Národni Galerie Praga                                      |
|        | S.197 W.318    | 1888-1889   | Home vell amb bastó Le Vieillard au bâton                                                                | Oli sobre tela 70 × 45                                          | Petit Palais París                                         |
|        | S.198 W.320    | 1889-1890   | Nirvana, Retrat de Jacob Meyer de Haan Nirvana, Portrait de Jacob Meyer de Haan                          | Oli i tremp 20 × 29                                             | Wadsworth Atheneum Hartford                                |
|        | S.199 W.323    | 1889        | Autoretrat caricatura, o Autoretrat amb nimbe Autoportrait-charge, ou Autoportrait au nimbe              | Oli sobre fusta 79,2 × 51,3                                     | National Gallery of Art Washington DC                      |
|        | S.200 W.317    | 1889        | Meyer de Haan amb llàntia Meyer de Haan sous la lampe                                                    | Oli sobre fusta 79,6 × 51,7                                     | Museu d'Art Modern Nova York                               |
|        | S.202 W.380    | 1889        | Natura morta amb cebes Nature morte aux oignons                                                          | Oli sobre tela 40,3 × 51,5                                      | Ny Carlsberg Glyptotek Copenhagen                          |
|        | S.202a W.-     | 1889        | Natura morta amb coloquintes Nature morte aux coloquintes, ou Nature morte aux oignons                   | Oli sobre tela 40,6 × 52                                        | Minnesota Marine Art Museum Winona (Estats Units)          |
|        | S.203 W.375    | 1889        | Natura morta amb estampa japonesa Nature morte à l'estampe japonaise                                     | Oli sobre tela 72,4 × 93,7                                      | Museu d'Art Contemporani Teheran                           |
|        | S.204 W.376    | 1889        | Natura morta Ripipoint Nature morte Ripipoint                                                            | Oli sobre tela 31,4 × 39,7                                      | Col·lecció privada                                         |
|        | S.206 W.381    | 1889        | Natura morta amb préssecs Nature morte aux pêches                                                        | Oli sobre tela 21,8 × 36                                        | Fogg Museum Cambridge (EUA)                                |
|        | S.208 W.382    | 1889        | Natura morta amb copa Nature morte à la coupe                                                            | Oli sobre tela 20,3 × 31,4                                      | Museu de Belles Arts de Virgínia                           |
|        | S.209 W.379    | 1889        | El pernil Le Jambon                                                                                      | Oli sobre tela 50 × 58                                          | Philips Memorial Gallery Washington                        |
|        | S.210 W.378    | 1889        | Natura morta per la comtessa de Ninial Nature morte à la comtesse de Ninial, Nature morte au petit chien | Oli sobre tela 46,5 × 53                                        | Col·lecció privada                                         |
|        | S.211 W.404    | 1890        | Fruitera sobre una cadira de jardí Compotier sur une chaise de jardin                                    | Oli sobre tela 28,6 × 35,6                                      | Museu d'Art del Comtat de Los Angeles                      |
|        | S.213 W.401    | 1890        | Taronges i llimones amb vista de Pont-Aven Oranges et citrons avec vue sur Pont-Aven                     | Oli sobre tela 50 × 61                                          | Museu Langmatt Baden                                       |
|        | S.214 W.402    | 1890        | Bol de fruita i gerro davant la finestra Coupe de fruits et picher devant la fenètre                     | Oli sobre tela 50,8 × 61,6                                      | National Gallery Londres                                   |
|        | S.215 W.405    | 1889        | Pomes, pera i ceràmica Pommes, poire et céramique                                                        | Oli sobre taula 28,6 × 36,2                                     | Fogg Museum Cambridge (EUA)                                |
|        | S.216 W.407    | 1889        | Roses i figura Nature morte à la statuette, ou Roses et statuette                                        | Oli sobre tela 73,2 × 54,5                                      | Museu de Belles Arts Reims                                 |
|        | S.217 W.406    | 1890/1984   | Flors, iris blau, taronges i llimona Fleurs. Iris bleu, oranges et citron                                | Oli sobre tela 43,2 × 62,9                                      | Museu de Belles Arts Boston                                |
|        | S.218 W.409    | 1890        | Dos gerros de flors Deux vases de fleurs                                                                 | Oli sobre jute 65 × 43,5                                        | Ordrupgaard Charlottenlund (Dinamarca)                     |
|        | S.221 W.386    | 1890        | El pintor Slewinski Le Peintre Slewinski                                                                 | Oli sobre tela 53,5 × 81,5                                      | Museu Nacional d'Art Occidental Tòquio                     |
|        | S.222 W.388    | 1890        | Loulou (Louis Le Ray)                                                                                    | Oli sobre tela 55 × 46,2                                        | Fundació Barnes Merion (Pennsilvània)                      |
|        | S.223 W.387    | 1890        | Retrat de dona amb natura morta de Cézanne Portrait de femme à la nature morte de Cézanne                | Oli sobre tela 65,3 × 54,9                                      | Institut d'Art de Chicago                                  |
|        | S.225 W.385    | 1890        | La mare de l'artista La Mère de l'artiste                                                                | Oli sobre tela 41 × 33                                          | Staatsgalerie Stuttgart                                    |
|        | S.226 W.389    | 1890        | Eva exòtica Ève exotique                                                                                 | Oli i aquarel·la sobre paper 42,8 × 25,1                        | Museu d'Art Pola Hakone (Japó)                             |
|        | S.227 W.390    | 1890        | Adam i Eva, o El Paradís perdut Adam et Ève, ou Le Paradis perdu                                         | Oli sobre tela 46 × 54,9                                        | Yale University Art Gallery New Haven                      |
|        | S.- W.391      | 1890        | Nègreries Martinique                                                                                     | Guaix, aquarel·la, tinta i pintura d'or sobre paper 34,5 × 25,7 | Col·lecció privada                                         |
|        | S.- W.392      | 1889 o 1890 | Pescadores de fucus Pêcheuses de goémon                                                                  | Guaix i llapis sobre cartó 27,6 × 32,4                          | Col·lecció privada                                         |
|        | S.228 W.397    | 1890        | Els pallers, o Camp de patates Les Meules, ou Le Champ de pommes de terre                                | Oli sobre tela 74,3 × 93,6                                      | National Gallery of Art Washington                         |
|        | S.230 W.396    | 1890        | Collita a la vora del mar, Le Pouldu La Moisson au bord de la mer, Le Pouldu                             | Oli sobre tela 73 × 92,1                                        | Tate Britain Londres                                       |
|        | S.231 W.395    | 1890        | La casa del Pan-du La Maison du Pan-du                                                                   | Oli sobre tela 50.3 × 61,1                                      | Col·lecció privada                                         |
|        | S.232 W.399    | 1890        | Paisatge de Le Pouldu Paysage du Pouldu                                                                  | Oli sobre tela 54 × 65                                          | Museu de Belles Arts de La Chaux-de-Fonds Suïssa           |
|        | S.233 W.398    | 1890        | Camps de Le Pouldu Champs au Pouldu, ou Paysage au Pouldu                                                | Oli sobre tela 73,3 × 92,4                                      | National Gallery of Art Washington                         |
|        | S.234 W.394    | 1890        | La teulada blava Le Toit bleu, ou Ferme au Pouldu                                                        | Oli sobre tela 71,1 × 90,2                                      | Col·lecció privada                                         |
|        | S.235 W.393    | 1890        | Entrada de granja Entrée de ferme                                                                        | Oli sobre tela 92 × 73                                          | Staatliche Kunsthalle Karlsruhe Karlsruhe                  |
|        | S.236 W.412    | 1890-1891   | La pèrdua de la virginitat, o El despertar de la primavera La Perte du pucelage, ou Éveil du printemps   | Oli sobre tela 89,5 × 130,2                                     | Chrysler Museum of Art Norfolk                             |
|        | S.237 W.413    | 1891        | Olímpia segons Manet Olympia, copie d'après Manet                                                        | Oli sobre tela 89 × 130                                         | Col·lecció privada                                         |
|        | S.238 W.410    | 1891 o 1893 | Autoretrat amb paleta Autoportrait à la palette                                                          | Oli sobre tela 55 × 46                                          | Col·lecció privada                                         |
|        | S.- W.411      | 1891        | Perfil de dona Profil de femme                                                                           | Pastel sobre paper 25,2 × 44                                    | Col·lecció privada                                         |
|        | S.239 W.415    | 1891 o 1893 | Autoretrat amb l'ídol Autoportrait à l'idole                                                             | Oli sobre tela 46 × 33                                          | McNay Art Museum San Antonio, Texas                        |

### 1891-1893 Tahití I
| Imatge | Catàleg raonat | Any             | Títol / original                                                                                  | Tècnica / dimensions                         | Museu / lloc                                                |
| ------ | -------------- | --------------- | ------------------------------------------------------------------------------------------------- | -------------------------------------------- | ----------------------------------------------------------- |
|        | S.240 W.425    | 1891 o 1894     | Petita tahitiana de vermell La Petite tahitienne en rouge                                         | Aquarel·la, guaix i tinta 24,4 × 23,5        | Col·lecció William S. Paley Museu d'Art Modern de Nova York |
|        | S.241 W.422    | 1891            | Noi amb una flor Jeune homme à la fleur                                                           | Oli sobre tela 45,4 × 33,5                   | Col·lecció privada                                          |
|        | S.242 W.421    | 1891            | Cap de tahitiana, o La flor que escolta Tête de Tahitienne, ou La Fleur qui écoute                | Oli sobre tela 29,7 × 26,2                   | Col·lecció privada                                          |
|        | S.243 W.420    | 1891            | Dona amb una flor Vahine no te tiare                                                              | Oli sobre tela 70,5 × 46,5                   | Ny Carlsberg Glyptotek Copenhaguen                          |
|        | S.244 W.423    | 1891            | Retrat de Suzanne Bambridge Portrait de Suzanne Bambridge                                         | Oli sobre tela 70 × 59                       | Museu Reial de Belles Arts Brussel·les                      |
|        | S.249 W.427    | 1891            | L'àpat, o Les bananes Le Repas, ou Les Bananes                                                    | Oli sobre paper encolat 73 × 92              | Museu d'Orsay París                                         |
|        | S.251 W.426    | 1891            | Flors de França Te tiare farani                                                                   | Oli sobre tela 72 × 92                       | Museu Puixkin Moscou                                        |
|        | S.252 W.435    | 1891            | La xerrada o Les xerraires Les Parau Parau                                                        | Oli sobre tela 62 × 92                       | Ermitage Sant Petersburg                                    |
|        | S.253 W.433    | 1891            | Upa upa, La dansa del foc Upa upa, La Danse de feu                                                | Oli sobre tela 72,6 × 92,3                   | Museu d'Israel Jerusalem                                    |
|        | S.254 W.439    | 1891            | L'arbre gros III Te raau rahi (III)                                                               | Oli sobre tela 73 × 91,5                     | Institut d'Art de Chicago                                   |
|        | S.255 W.437    | 1891            | L'arbre gros I Te raau rahi (I)                                                                   | Oli sobre tela 74 × 92,8                     | Museu d'Art de Cleveland                                    |
|        | S.256 W.438    | 1891            | L'arbre gros II Te raau rahi (II)                                                                 | Aquarel·la sobre teixit de tapa 17,2 × 57,5  | Col·lecció Carrick Hill Springfield (Austràlia)             |
|        | S.257 W.436    | 1891            | La casa maori Te fare maori                                                                       | Oli sobre tela 73 × 92                       | Col·lecció privada Suïssa                                   |
|        | S.258 W.443    | 1891            | En la plantació de vainilles, home i cavall Dans la vanillère, homme et cheval                    | Oli sobre canamàs 73 × 92                    | Museu Guggenheim Nova York                                  |
|        | S.259 W.447    | 1891            | Veniu aquí Haere mai                                                                              | Oli sobre canemàs 72,4 × 91,4                | Museu Guggenheim Nova York                                  |
|        | S.260 W.446    | 1891            | Porcs negres Les Pourceaux noirs                                                                  | Oli sobre tela 92,5 × 72,2                   | Museu de Belles Arts Budapest                               |
|        | S.261 W.441    | 1891            | Carrer de Tahití Rue de Tahiti                                                                    | Oli sobre tela 115,5 × 88,5                  | Museu d'Art Toledo (Ohio)                                   |
|        | S.262 W.442    | 1891-1892       | Cavall en la pastura Cheval au paturage                                                           | Oli sobre tela 64,5 × 47,3                   | Metropolitan Museum of Art Nova York                        |
|        | S.263 W.428    | 1891            | Ave Maria Ia Orana Maria                                                                          | Oli sobre tela 113,7 × 87,6                  | Metropolitan Museum of Art Nova York                        |
|        | S.264 W.444    | 1891            | Dones prop de les palmeres Femmes près des palmiers                                               | Oli sobre tela 92 × 72                       | Col·lecció privada                                          |
|        | S.265 W.430    | 1891            | Home amb una destral L'Home à la hache                                                            | Oli sobre tela 93 × 70                       | Col·lecció privada Suïssa                                   |
|        | S.266 W.432    | 1891            | Sota les pandanàcies II I raro te oviri II                                                        | Oli sobre tela 73 × 91,4                     | Minneapolis Institute of Art Minnesota                      |
|        | S.267 W.431    | 1891            | Sota les pandanàcies I I raro te oviri I                                                          | Oli sobre tela 67,3 × 90,8                   | Museu d'Art Dallas                                          |
|        | S.268 W.429    | 1891            | Pescadores tahitianes Pêcheuses Tahitiennes                                                       | Oli sobre tela 71 × 90                       | Alte Nationalgalerie Berlín                                 |
|        | S.269 W.445    | 1891            | Paisatge amb porcs negres i tahitiana ajupida Paysage aux cochons noirs avec Tahitienne accroupie | Oli sobre tela 37 × 27                       | Col·lecció privada                                          |
|        | S.270 W.434    | 1891            | Dones de Tahití a la platja Femmes de Tahiti, ou Sur la plage                                     | Oli sobre tela 69 × 91,5                     | Museu d'Orsay París                                         |
|        | S.271 W.440    | 1891            | La malenconiosa, La malhumorada o El silenci Te Faaturuma                                         | Oli sobre tela 91,2 × 68,7                   | Worcester Art Museum EUA                                    |
|        | S.272 W.424    | 1891            | Malenconia, o Dona amb vestit vermell Faaturuma                                                   | Oli sobre tela 93 × 68,3                     | Museu d'Art Nelson-Atkins Kansas City                       |
|        | S.53 W.210     | després de 1891 | Gerro de flors i cantimplora Vase de fleurs et gourde                                             | Oli sobre tela 58 × 72                       | Col·lecció privada                                          |
|        | S.- W.424 bis  | vers 1894       | Dona tahitiana Femme Tahitienne                                                                   | Carbó i pastel sobre paper 54,9 × 49,5       | Museu de Brooklyn Nova York                                 |
|        | S.273 W.452    | 1892            | Atiti                                                                                             | Oli sobre tela 29,7 × 24,7                   | Museu Kröller-Müller Otterlo (Països Baixos)                |
|        | S.274 W.449    | 1892            | Dona amb mango Vahine no te vi                                                                    | Oli sobre tela 72,7 × 44,5                   | Museu d'Art Baltimore                                       |
|        | S.275 W.448    | 1892            | Testa de tahitiana Tête de Tahitienne                                                             | Oli sobre tela 41 × 27                       | Col·lecció privada                                          |
|        | S.276 W.454    | 1892            | Quan et cases? Nafea Faaipoipo                                                                    | Oli sobre tela 101,5 × 77,5                  | Col·lecció privada                                          |
|        | S.278 W.459    | 1892            | Contes bàrbars Contes barbares                                                                    | Oli sobre tela 39 × 28                       | Col·lecció privada                                          |
|        | S.279 W.458    | 1892            | Paraules del dimoni Parau na te varua ino                                                         | Oli sobre tela 91,7 × 68,5                   | National Gallery of Art Washington                          |
|        | S.280 W.456    | 1892            | Dues tahitianes a la platja Deux Tahitiennes sur la plage                                         | Oli sobre tela 90,8 × 64,8                   | Acadèmia d'Arts Honolulu                                    |
|        | S.281 W.465    | 1892            | Dona amb el mar Vahine no te miti                                                                 | Oli sobre tela 92,5 × 74                     | Museu Nacional de Belles Arts Buenos Aires                  |
|        | S.282 W.457    | 1892            | L'esperit dels morts vetlla Manao tupapau                                                         | Oli sobre canamàs 73 × 92                    | Albright-Knox Art Gallery Buffalo                           |
|        | S.283 W.451    | 1892            | La llavor dels areois Te aa no te areois                                                          | Oli sobre canemàs 92,1 × 72,1                | Museu d'Art Modern Nova York                                |
|        | S.284 W.450    | 1892            | El seu nom és Vairaumati Vairaumati tei oa                                                        | Oli sobre tela 91 × 68                       | Museu Puixkin Moscou                                        |
|        | S.285 W.453    | 1892            | La fi reial Arii matamoe                                                                          | Oli sobre teixit bast 45,1 × 74,3            | Museu J. Paul Getty Califòrnia                              |
|        | S.286 W.455    | 1892            | Terra deliciosa Te nave nave fenua                                                                | Oli sobre tela 91,3 × 72,1                   | Museu d'Art Ohara Kurashiki                                 |
|        | S.287 W.461    | 1892            | Què, estàs gelosa? Aha oe feii?                                                                   | Oli sobre tela 66,2 × 89,3                   | Museu Puixkin Moscou                                        |
|        | S.288 W.462    | 1892            | Tahitianes a la platja Tahitiennes sur la plage                                                   | Oli sobre tela 109,9 × 89,5                  | Metropolitan Museum of Art Nova York                        |
|        | S.289 W.464    | 1892            | Neteja matinal Haere pape                                                                         | Oli sobre tela 91,2 × 66,4                   | Fundació Barnes Merion (Pennsylvania)                       |
|        | S.290 W.574    | 1892            | Dones a la vora del riu Femmes au bord de la rivière                                              | Oli sobre tela 31,8 × 40                     | Col·lecció privada                                          |
|        | S.291 W.463    | 1892            | Prop del mar Fatata te miti                                                                       | Oli sobre tela 67,9 × 91,5                   | National Gallery of Art Washington                          |
|        | S.292 W.466    | 1892            | Què hi ha de nou? Parau api                                                                       | Oli sobre tela 67 × 91                       | Gemäldegalerie Neue Meister Dresden                         |
|        | S.293 W.477    | 1892            | La casa dels himnes Te fare hymenee                                                               | Oli sobre tela 51 × 90,4                     | Col·lecció privada                                          |
|        | S.294 W.488    | 1892            | La vall La Petite vallée                                                                          | Oli sobre tela 41,5 × 67                     | Col·lecció privada                                          |
|        | S.295 W.475    | 1892            | Collita de llimones Mau taporo                                                                    | Oli sobre tela 89 × 66                       | Col·lecció privada                                          |
|        | S.296 W.480    | 1892            | Poble tahitià amb una dona en marxa Village tahitienne avec la femme en marche                    | Oli sobre tela 90 × 70                       | Ny Carlsberg Glyptotek Copenhaguen                          |
|        | S.297 W.473    | 1892            | El vespre Tapera mahana                                                                           | Oli sobre tela 72,3 × 97,5                   | Ermitage Sant Petersburg                                    |
|        | S.298 W.472    | 1892            | Paraules murmurades Parau parau                                                                   | Oli sobre tela 77,1 × 96,5                   | Yale University Art Gallery New Haven                       |
|        | S.299 W.474    | 1892            | La casa Te fare                                                                                   | Oli sobre tela 73 × 92                       | Col·lecció privada París                                    |
|        | S.300 W.481    | 1892            | Al peu de la muntanya Fatata te moua                                                              | Oli sobre tela 68 × 92                       | Ermitage Sant Petersburg                                    |
|        | S.301 W.489    | 1892            | Paisatge amb tres arbres Paysage aux trois arbres                                                 | Oli sobre tela 61 × 92                       | Col·lecció privada                                          |
|        | S.302 W.482    | 1892            | Dones en el riu Femmes à la rivière                                                               | Oli sobre tela 43 × 31                       | Museu Van Gogh Amsterdam                                    |
|        | S.304 W.490    | 1892            | Dia de les provisions I Mahana maa I                                                              | Oli sobre tela 53 × 30                       | Col·lecció privada Cincinnati                               |
|        | S.305 W.491    | 1892            | Dia de les provisions II Mahana maa II                                                            | Oli sobre tela 54,5 × 31                     | Museu d'Art Ateneum Hèlsinki                                |
|        | S.306 W.486    | 1892            | L'hibisc I Te burao I                                                                             | Oli sobre tela 68 × 90,7                     | Institut d'Art de Chicago                                   |
|        | S.307 W.471    | 1892            | Gos davant de la cabana Le Chien devant la hutte, ou Les Trois huttes                             | Oli sobre tela 41,2 × 67,1                   | Museu d'Art Pola Hakone (Japó)                              |
|        | S.308 W.484    | 1892            | Paisatge amb paons Matamoe                                                                        | Oli sobre tela 115 × 86                      | Museu Puixkin Moscou                                        |
|        | S.309 W.485    | 1892            | El matí Te poipoi                                                                                 | Oli sobre tela 68 × 92                       | Col·lecció privada Hong Kong                                |
|        | S.310 W.496    | 1892            | L'ibis blau L'Ibis bleu                                                                           | Guaix i aquarel·la sobre pergamí 90,2 × 60,3 | Col·lecció privada                                          |
|        | S.311 W.467    | 1892            | Antany Mata mua                                                                                   | Oli sobre tela 91 × 69                       | Museu Thyssen-Bornemisza Madrid                             |
|        | S.312 W.468    | 1892            | Passatemps Arearea                                                                                | Oli sobre tela 74,5 × 93,5                   | Museu d'Orsay París                                         |
|        | S.- W.469      | 1892 o 1894     | Passatemps II Arearea II                                                                          | Aquarel·la sobre lli 28,6 × 58,4             | Museu de Belles Arts Houston                                |
|        | S.313 W.470    | 1892            | Pastoral tahitiana Pastorales Tahitiennes                                                         | Oli sobre tela 87,5 × 113,7                  | Ermitage Sant Petersburg                                    |
|        | S.314 W.476    | 1892            | El mercat Ta matete                                                                               | Oli sobre tela 73,2 × 91,5                   | Museu d'Art de Basilea                                      |
|        | S.315 W.478    | 1892            | On vas? (I) E haere oe i hia                                                                      | Oli sobre tela 96 × 69                       | Staatsgalerie Stuttgart                                     |
|        | S.- W.479      | 1892            | Dues germanes Piti teina                                                                          | Oli sobre tela 90,5 × 67,5                   | Ermitage Sant Petersburg                                    |
|        | S.316 W.492    | 1892            | Cabana sota els arbres Cabane sous les arbres                                                     | Oli sobre tela 72,4 × 43,5                   | Col·lecció privada                                          |
|        | S.317 W.493    | 1892            | Foguera Feux de joie                                                                              | Oli sobre tela 31 × 46                       | Col·lecció privada                                          |
|        | S.318 W.483    | 1892            | Allà hi ha el temple Parahi te marae                                                              | Oli sobre tela 68 × 91                       | Museu d'Art Filadèlfia                                      |
|        | S.319 W.494    | 1892            | Natura morta amb flors i ídol Nature morte aux fleurs et à l'idole                                | Oli sobre tela 40,3 × 32                     | Kunsthaus Zürich                                            |
|        | S.320 W.495    | 1892            | Natura morta amb fruites i bitxos Nature morte aux fruits et piments                              | Oli sobre tela 31,7 × 66                     | Col·lecció privada                                          |
|        | S.321 W.501    | 1893            | On vas? (II), o Dona amb un fruit Ea haere ia oe                                                  | Oli sobre tela 92,5 × 73,5                   | Ermitage Sant Petersburg                                    |
|        | S.322 W.497    | 1893            | Tehamana té molts parents, o Els ancestres de Tehamana Merahi metua no Tehamana                   | Oli sobre tela 76,3 × 54,3                   | Institut d'Art de Chicago                                   |
|        | S.323 W.504    | 1893            | Muntanyes tahitianes Montagnes tahitiennes                                                        | Oli sobre tela 68 × 92,4                     | Minneapolis Institute of Art Minnesota                      |
|        | S.324 W.505    | 1893            | Apatarao (barri de Papeete) Apatarao (Quartier de Papeete)                                        | Oli sobre tela 49 × 54                       | Ny Carlsberg Glyptotek Copenhaguen                          |
|        | S.325 W.503    | 1893            | Tahitianes prop d'un rierol Tahitiennes près d'un ruisseau                                        | Oli sobre tela 73 × 92                       | Col·lecció privada                                          |
|        | S.326 W.500    | 1893            | Festa d'Hina Hina maruru                                                                          | Oli sobre tela 93 × 70                       | Col·lecció privada                                          |
|        | S.327 W.502    | 1893            | Sola Otahi                                                                                        | Oli sobre tela 50 × 73                       | Col·lecció O. Sainsère París                                |
|        | S.328 W.498    | 1893            | Aigua misteriosa Pape moe                                                                         | Oli sobre tela 99 × 75                       | Col·lecció privada Zuric                                    |
|        | S.329 W.499    | 1893            | La Lluna i la Terra Hina Tefatou                                                                  | Oli sobre canemàs 114,3 × 62,2               | Museu d'Art Modern Nova York                                |

### 1893-1895 París, Bretanya IV
| Imatge | Catàleg raonat | Any         | Títol / original                                                                                              | Tècnica / dimensions                  | Museu / lloc                                                          |
| ------ | -------------- | ----------- | --- | ------------------------------------- | --------------------------------------------------------------------- |
|        | S.330 W.508    | 1893-1894   | Annah la javanesa, o La petita Judith encara és verge Annah la Javanaise, Aita parari te tamari vahine Judith | Oli sobre tela 116 × 81               | Col·lecció privada Suïssa                                             |
|        | S.331 W.507    | 1893        | Retrat de William Molard Portrait de William Molard                                                           | Oli sobre tela a doble cara 46 × 38   | Museu d'Orsay París                                                   |
|        | S.332 W.506    | 1893        | Autoretrat amb barret Autoportrait Portrait de l'artiste au chapeau                                           | Oli sobre tela a doble cara 46 × 38   | Museu d'Orsay París                                                   |
|        | S.333 W.511    | 1893        | Tahitiana en un paisatge Tahitienne dans un paysage                                                           | Oli sobre vidre 116 × 75              | Museu d'Orsay París                                                   |
|        | S.334 W.510    | 1893        | Motius florals i vegetals Nave nave, Motifs floraux et végétaux                                               | Oli sobre vidre 105 × 75              | Museu d'Orsay París                                                   |
|        | S.335 W.509    | 1891-1893   | Rupe Tahiti                                                                                                   | Oli sobre vidre 181 × 71              | Museu d'Art Nova Orleans                                              |
|        | S.336 W.513    | 1894        | El dia dels déus Mahana no Atua                                                                               | Oli sobre tela 66 × 87                | Institut d'Art de Chicago                                             |
|        | S.337 W.512    | 1894        | Ensonyament deliciós Nave nave moe                                                                            | Oli sobre tela 73 × 98                | Ermitage Sant Peterburg                                               |
|        | S.338 W.516    | 1891-1894   | Tahitianes reposant Tahitiennes au repos                                                                      | Oli i llapis sobre paper 85,4 × 101,9 | Tate Modern Londres                                                   |
|        | S.339 W.514    | 1894        | Sota el poder del fantasma Arearea no varua ino                                                               | Oli sobre tela 60 × 98                | Ny Carlsberg Glyptotek Copenhaguen                                    |
|        | S.340 W.515    | 1892-1894   | La migdiada La Sieste                                                                                         | Oli 89 × 116                          | Metropolitan Museum of Art Nova York                                  |
|        | S.341 W.517    | 1894        | El músic Schneklud Upaupa Schneklud                                                                           | Oli sobre tela 92,7 × 73,3            | Museu d'Art Baltimore                                                 |
|        | S.342 W.518    | 1894        | Bretona resant Bretonne en prière                                                                             | Oli sobre tela 65,2 × 46,7            | Institut d'Art Sterling i Francine Clark Williamstown (Massachusetts) |
|        | S.344 W.522    | 1894        | Camperol i gos prop d'una barrera Paysan et son chien près d'una barrière                                     | Oli sobre tela 92,1 × 69,9            | Museu d'Art Nelson-Atkins Kansas                                      |
|        | S.345 W.527    | 1894        | Masia a la Bretanya II Ferme en Bretagne II                                                                   | Oli sobre tela 92,8 × 73,7            | Col·lecció privada                                                    |
|        | S.346 W.526    | 1894        | Masia a la Bretanya I Ferme en Bretagne I                                                                     | Oli sobre tela 72,4 × 90,5            | Metropolitan Museum of Art Nova York                                  |
|        | S.347 W.528    | 1894        | El molí David Paysage de Bretagne. Le Moulin David                                                            | Oli sobre tela 73 × 92                | Museu d'Orsay París                                                   |
|        | S.348 W.521    | 1894        | Camperoles bretones Paysannes bretonnes                                                                       | Oli sobre tela 66 × 93                | Museu d'Orsay París                                                   |
|        | S.349 W.519    | 1894-1898?  | Nit de Nadal, La benedicció dels bous La Nuit de Noël (La Bénédiction des bœufs)                              | Oli sobre tela 71 × 83                | Museu d'Art Indianapolis                                              |
|        | S.350 W.524    | 1894        | Poble sota la neu Village sous la neige I                                                                     | Oli sobre tela 76,5 × 66              | Col·lecció privada                                                    |
|        | S.351 W.525    | 1894?       | Poble bretó sota la neu Village breton sous la neige, ou Village sous la neige II                             | Oli sobre tela 62 × 87                | Museu d'Orsay París                                                   |
|        | S.352 W.529    | 1894        | París sota la neu Paris sous la neige                                                                         | Oli sobre tela 71,5 × 87,5            | Museu Van Gogh Amsterdam                                              |
|        | S.353 W.531    | 1895        | Nen amb pitet Enfant au bavoir                                                                                | Oli sobre tela 32,1 × 25,4            | Col·lecció privada                                                    |
|        | S.354 W.530    | 1889 o 1895 | Dos nens Double portrait d'enfants                                                                            | Oli sobre tela 46 × 60                | Ny Carlsberg Glyptotek Copenhaguen                                    |
|        | S.356 W.532    | 1895        | Natura morta amb pomes (No en mengeu) Nature morte aux pommes « Pas manger »                                  | Oli sobre tela 19 × 25,9              | Museu de Belles Arts Reims                                            |

### 1896-1901 Tahití II
| Imatge | Catàleg raonat      | Any       | Títol / original | Tècnica / dimensions          | Museu / lloc                              |
| ------ | ------------------- | --------- | --- | ----------------------------- | ----------------------------------------- |
|        | S.357 W.553         | 1896      | Gerro de flors roges Vase de fleurs rouges | Oli sobre tela 64 × 74        | National Gallery of Art Washington        |
|        | S.358 W.554         | 1896      | Tetera i fruita La Théière et les fruits | Oli sobre tela 47,6 × 66      | Metropolitan Museum of Art Nova York      |
|        | S.359 W.555         | 1896      | Natura morta amb mangos Nature morte aux mangos                                                                                                  | Oli sobre tela 30,4 × 47,4    | Col·lecció privada                        |
|        | S.360 W.546         | 1896      | Paisatge de Te vaa Paysage de Te vaa | Oli sobre tela 46 × 74        | Museu André Malraux Le Havre              |
|        | S.361 W.551         | 1896      | La barca La Barque | Oli sobre tela 50,3 × 37,2    | Col·lecció privada                        |
|        | S.362 W.545         | 1896      | Pobre pescador Pauvre pêcheur | Oli sobre tela 74 × 66        | Museu d'Art São Paulo                     |
|        | S.363 W.544         | 1896      | La canoa Te vaa | Oli sobre tela 95,5 × 131,5   | Ermitage Sant Peterburg                   |
|        | S.364 W.542         | 1896      | La reina Te arii vahine, La femme aux mangos | Oli sobre tela 97 × 130       | Museu Puixkin Moscou                      |
|        | S.365 W.543         | 1896      | La reina II Te arii vahine, La femme aux mangos II                                                                                               | Oli sobre tela 26,2 × 32,7    | Col·lecció privada                        |
|        | S.366 W.539         | 1896      | Tres tahitianes Trois Tahitiennes | Oli sobre fusta 24,4 × 43,2   | Metropolitan Museum of Art Nova York      |
|        | S.367 W.537         | 1896      | Escena de la vida tahitiana Scène de la vie tahitienne                                                                                           | Oli sobre tela 89 × 124       | Ermitage Sant Petersburg                  |
|        | S.368 W.548         | 1896      | Dia deliciós Nave nave mahana | Oli sobre tela 94 × 130       | Museu de Belles Arts Lió                  |
|        | S.369 W.550         | 1896      | Per què estàs enfadada? No te aha oe riri? | Oli sobre tela 95,3 × 130,5   | Institut d'Art de Chicago                 |
|        | S.370 W.540         | 1896      | Bebè Bé Bé (Naissance du Christ à la tahitienne)                                                                                                 | Oli sobre tela 66 × 75        | Ermitage Sant Petersburg                  |
|        | S.371 W.541         | 1896      | El naixement de Crist Te tamari no Atua | Oli sobre tela 96 × 131,1     | Neue Pinakothek Munic                     |
|        | S.372 W.552         | 1898-1899 | Tahitiana dempeus Tahitienne debout | Oli sobre vidre 99,1 × 53,3   | Col·lecció privada                        |
|        | S.373 W.547         | 1896      | Poemes bàrbars Poèmes barbares | Oli sobre tela 64 × 48        | Fogg Museum Cambridge (EUA)               |
|        | S.374 W.538         | 1896      | No treballant Eiaha ohipa | Oli sobre tela 65 × 75        | Museu Puixkin Moscou                      |
|        | S.375 W.536         | 1896      | Josep i la dona de Putifar Joseph et la femme de Potiphar                                                                                        | Oli sobre tela 89 × 116       | Col·lecció privada                        |
|        | S.376 W.535         | 1896      | Retrat de la jove Vaite Goupil Portrait de jeune fille Vaite Goupil                                                                              | Oli sobre tela 75 × 65        | Ordrupgaard Charlottenlund (Dinamarca)    |
|        | S.377 W.534         | 1896      | Autoretrat prop del Gòlgota Autoportrait près du Golgotha                                                                                        | Oli sobre tela 76 × 64        | Museu d'Art São Paulo                     |
|        | S.378 W.556         | 1896      | Autoretrat per l'amic Daniel Autoportrait à l'ami Daniel                                                                                         | Oli sobre tela 40,5 × 32      | Museu d'Orsay París                       |
|        | S.379 W.559         | 1897      | Vairumati | Oli sobre tela 72 × 93        | Museu d'Orsay París                       |
|        | S.380 W.558         | 1897      | Nu de Pa'ura estirada Nevermore (O Taïti) | Oli sobre tela 83,7 × 139     | Courtauld Institute Galleries Londres     |
|        |                     |           | |                               |                                           |
|        | S.381 W.561         | 1897      | D'on venim? Què som? On anem? D'où venons-nous? Que sommes-nous? Où allons-nous?                                                                 | Oli sobre tela 139,1 × 374,6  | Museu de Belles Arts Boston               |
|        | S.382 W.560         | 1897      | Home aixecant els braços i dona asseguda d'esquena Tahiti. Personages de "Que sommes-nous?", ou Homme levant les bras et femme assise vue de dos | Oli sobre tela 92 × 73        | Col·lecció privada Nova York              |
|        | S.383 W.557         | 1897      | El somni Te rerioa | Oli sobre tela 95 × 130       | Courtauld Institute Galleries Londres     |
|        | S.384 W.565         | 1897      | La collita, o Home collint fruita d'un arbre La Récolte, ou Homme cueillant des fruits                                                           | Oli sobre tela 92,5 × 73,3    | Ermitage Sant Petersburg                  |
|        | S.385-388 W.562-566 | 1897      | Paisatge amb dues cabres Tarari maruru (Paysage aux deux chèvres)                                                                                | Oli sobre tela 92,5 × 73      | Ermitage Sant Petersburg                  |
|        | S.386 W.563         | 1897      | L'hibisc II Te bourao II | Oli sobre tela 73 × 92        | Col·lecció privada Tahití                 |
|        | S.387 W.564         | 1897      | Banyistes a Tahití Baigneuses à Tahiti | Oli sobre canemàs 73 × 92     | Institut de Belles Arts Barber Birmingham |
|        | S.390 W.575         | 1898      | El desvetllament Fa'aara | Oli sobre tela 93 × 73        | Ny Carlsberg Glyptotek Copenhaguen        |
|        | S.391 W.568         | 1898      | Aigua deliciosa Te pape nave nave | Oli sobre tela 74 × 95,3      | National Gallery of Art Washington        |
|        | S.392 W.569         | 1898      | Pastoral tahitiana Faa Iheihe (Pastorale tahitienne)                                                                                             | Oli sobre tela 54 × 169,5     | Tate Britain Londres                      |
|        | S.393 W.572         | 1897      | Les banyistes Baigneuses | Oli sobre tela 60,4 × 93,4    | National Gallery of Art Washington        |
|        | S.394 W.570         | 1898      | L'ídol Rave te iti aamu | Oli sobre tela 73,5 × 92      | Ermitage Sant Petersburg                  |
|        | S.395 W.571         | 1898      | El cavall blanc Le Cheval blanc | Oli sobre tela 140,5 × 92     | Museu d'Orsay París                       |
|        | S.396 W.573         | 1899      | Tres tahitians Conversation, ou Trois Tahitiens                                                                                                  | Oli sobre tela 73 × 94        | National Gallery of Scotland Edimburg     |
|        | S.397 W.577         | 1898      | Dona tahitiana II Femme Tahitienne II | Oli sobre tela 93,5 × 130     | Museu Nacional de Sèrbia Belgrad          |
|        | S.398 W.576         | 1898      | Dona tahitiana I Femme Tahitienne I | Oli sobre tela 72,5 × 93,5    | Ordrupgaard Charlottenlund (Dinamarca)    |
|        | S.399 W.583         | 1899      | Pits amb flors roges, o Dues tahitianes amb flors de mango Les Seins aux Fleurs Rouges, ou Deux Tahitiannnes aux fleurs de mango                 | Oli sobre tela 94 × 72        | Metropolitan Museum of Art Nova York      |
|        | S.400 W.578         | 1899      | Noia i noi Jeune fille et garçon | Oli sobre tela 94,6 × 61,9    | Museu Norton Simon Pasadena (Califòrnia)  |
|        | S.401 W.579         | 1899      | El gran Buda Le Grand Boudha | Oli sobre tela 134 × 95       | Museu Puixkin Moscou                      |
|        | S.402 W.580         | 1899      | La Cena La Cène | Oli sobre tela 60 × 43,5      | Col·lecció privada París                  |
|        | S.403 W.582         | 1899      | Maternitat II Maternité II | Oli sobre canemàs 94,6 × 61   | Col·lecció privada                        |
|        | S.404 W.581         | 1899      | Maternitat I Femmes sur le bord de la mer, ou Maternité I                                                                                        | Oli sobre tela 94 × 72        | Ermitage Sant Petersburg                  |
|        | S.405 W.586         | 1899      | Mes de Maria Te avae no Maria | Oli sobre tela 96 × 74,5      | Ermitage Sant Petersburg                  |
|        | S.406 W.584         | 1899      | Tres tahitianes sobre fons groc Trois Tahitiennes sur fond jaune                                                                                 | Oli sobre tela 68 × 73,5      | Ermitage Sant Petersburg                  |
|        | S.407 W.585         | 1899      | Recol·lecció de fruita Ruperupe | Oli sobre tela 128 × 190      | Museu Puixkin Moscou                      |
|        | S.408 W.587         | 1899      | Esperes una carta? Te tiai na oe i te rata | Oli sobre tela 73 × 94        | Col·lecció privada                        |
|        | S.409 W.588         | 1899      | Paisatge amb un cavall Paysage avec un cheval | Oli sobre canemàs 70,8 × 44,5 | Museu d'Art Saint Louis (Missouri)        |
|        | S.410 W.589         | 1899      | Cavall en el camí Le Cheval sur le chemin | Oli sobre tela 94 × 73        | Museu Puixkin Moscou                      |
|        | S.411 W.590         | 1899      | Cabana sota les palmeres La Hutte sous les palmiers                                                                                              | Oli sobre tela 30,8 × 46,4    | Museu d'Art Modern Nova York              |
|        | S.412 W.593         | 1899      | El cistell quadrat Le Panier carré | Oli sobre tela 61,5 × 73,5    | Nasjonalgalleriet Oslo                    |
|        | S.413 W.592         | 1899      | Natura morta amb gats Nature morte aux chats | Oli sobre tela 92 × 71        | Ny Carlsberg Glyptotek Copenhaguen        |
|        | S.414 W.594         | 1891      | Ram de flors Bouquet de fleurs | Oli sobre tela 95 × 62        | Col·lecció privada                        |
|        | S.415 W.591         | 1899      | Tetera, gerro i fruites Théière, cruche et fruits                                                                                                | Oli sobre tela 45,5 × 61,3    | Museu d'Israel Jerusalem                  |
|        | S.416 W.607         | 1901      | Natura morta amb ganivet Nature morte au couteau                                                                                                 | Oli sobre tela 66 × 75        | Col·lecció E. G. Bührle Zuric             |
|        | S.417 W.605         | 1901      | Flors en una copa Fleurs dans une coupe | Oli sobre tela 29 × 46        | Col·lecció privada                        |
|        | S.418 W.608         | 1901      | Saborós Mona mona | Oli sobre tela 35 × 45        | Col·lecció privada                        |
|        | S.419 W.606         | 1901      | Gira-sols i mangos Fleurs de tournesol et mangues                                                                                                | Oli sobre tela 93 × 73        | Col·lecció privada                        |
|        | S.420 W.604         | 1901      | Natura morta amb L'Espérance Nature morte à L'Espérance                                                                                          | Oli sobre tela 65,5 × 77      | Col·lecció privada                        |
|        | S.421 W.602         | 1901      | Natura morta amb gira-sols sobre una butaca (I) Nature morte avec des tournesols sur un fauteuil I                                               | Oli sobre tela 66 × 75,5      | Col·lecció E. G. Bührle Zuric             |
|        | S.422 W.603         | 1901      | Natura morta amb gira-sols sobre una butaca (II) Nature morte avec des tournesols sur un fauteuil (II)                                           | Oli sobre tela 73 × 92        | Ermitage Sant Peterburg                   |
|        | S.423 W.595         | 1901      | Dona i dos nens Femme et deux enfants | Oli sobre tela 97,1 × 74,2    | Institut d'Art de Chicago                 |
|        | S.424 W.596         | 1901      | I l'or dels seus cossos Et l'or de leur corps | Oli sobre tela 67 × 76        | Museu d'Orsay París                       |
|        | S.425 W.598         | 1901      | Idil·li a Tahití Idylle à Tahiti | Oli sobre tela 74,5 × 94,5    | Col·lecció E. G. Bührle Zuric             |

### 1901-1903 Hiva Oa
| Imatge | Catàleg raonat | Any             | Títol / original                                                                           | Tècnica / dimensions        | Museu / lloc                             |
| ------ | -------------- | --------------- | ------------------------------------------------------------------------------------------ | --------------------------- | ---------------------------------------- |
|        | S.426 W.600    | 1901            | Passejada familiar Paysage, ou Promenade familiale                                         | Oli sobre tela 76 × 65      | Musée de l'Orangerie París               |
|        | S.427 W.599    | 1901            | Paisatge amb cavalls Paysage aux chevaux                                                   | Oli sobre tela 95 × 63      | Col·lecció privada                       |
|        | S.428 W.601    | 1901            | Prop de les cabanes Près des huttes                                                        | Oli sobre tela 67 × 77      | Carnegie Museum of Art Pittsburgh        |
|        | S.429 W.597    | 1901            | La fugida, o El gual La Fuite, ou Le Gué                                                   | Oli sobre tela 76 × 95      | Museu Puixkin Moscou                     |
|        | S.430 W.631    | 1901            | Natura morta amb aranges Nature morte aux pamplemousses, Nature morte aux pommes et fleurs | Oli sobre tela 66 × 76      | Fundació Basil i Elise Goulandris Atenes |
|        | S.432 W.629    | 1902            | Natura morta amb ocells exòtics I Nature morte aux oiseaux exotiques I                     | Oli sobre tela 62 × 76      | Museu Puixkin Moscou                     |
|        | S.433 W.630    | 1902            | Natura morta amb ocells exòtics II Nature morte aux oiseaux exotiques II                   | Oli sobre tela 70 × 73      | Museu Von der Heydt Wuppertal            |
|        | S.434 W.610    | 1901-1902       | Mare i filla Mère et fille                                                                 | Oli sobre tela 73,7 × 92,1  | Metropolitan Museum of Art Nova York     |
|        | S.435 W.609    | 1902            | Dona amb ventall Femme à l'éventail                                                        | Oli sobre tela 92 × 73      | Museum Folkwang Essen                    |
|        | S.436 W.611    | 1894-1901 1900? | El guitarrista Le Joueur de guitare                                                        | Oli sobre tela 90 × 72      | Col·lecció privada Londres               |
|        | S.437 W.614    | 1902            | Els amants Les Amants                                                                      | Oli sobre tela 72,5 × 92,5  | Galeria Nacional Praga                   |
|        | S.438 W.625    | 1902            | Contes bàrbars Contes barbares                                                             | Oli sobre tela 131,5 × 90,5 | Museum Folkwang Essen                    |
|        | S.440 W.612    | 1902            | La crida L'Appel                                                                           | Oli sobre tela 131,3 × 89,5 | Museu d'Art de Cleveland                 |
|        | S.441 W.628    | 1902            | Adam i Eva Adam et Ève                                                                     | Oli sobre tela 59 × 38      | Ordrupgaard Charlottenlund (Dinamarca)   |
|        | S.442 W.616    | 1902            | El bruixot d'Hiva Oa L'Enchanteur, ou Le Sorcier d'Hiva Oa                                 | Oli sobre tela 92 × 73      | Musée d'Art moderne Lieja                |
|        | S.443 W.615    | 1902            | Encantament o L'aparició Incantation, ou L'Apparition                                      | Oli sobre tela 66 × 76      | Col·lecció privada                       |
|        | S.444 W.622    | 1902            | Grup amb un àngel Groupe avec un ange                                                      | Oli sobre tela 26,5 × 45,5  | Galeria Nacional Praga                   |
|        | S.445 W.618    | 1902            | Família tahitiana Famille tahitienne                                                       | Oli sobre tela 92 × 73      | Col·lecció privada                       |
|        | S.446 W.617    | 1902            | La germana de la Caritat La Sœur de Charité                                                | Oli sobre tela 65 × 76      | Museu d'Art McNay San Antonio (Texas)    |
|        | S.447 W.621    | 1902            | Nativitat Nativité                                                                         | Oli sobre tela 44,1 × 62,5  | Col·lecció privada                       |
|        | S.448 W.624    | 1902            | L'ofrena L'Offrande                                                                        | Oli sobre tela 68,5 × 78,5  | Col·lecció E. G. Bührle Zuric            |
|        | S.449 W.626    | 1902            | Dues dones, o La cabellera florida Deux femmes, ou La Chevelure fleurie                    | Oli sobre tela 74 × 64,5    | Col·lecció privada                       |
|        | S.450 W.627    | 1902            | Cavaller davant la cabana Cavalier devant la case                                          | Oli sobre tela 58 × 34      | Col·lecció privada                       |
|        | S.451 W.623    | 1902            | Canvi de residència Changement de résidence                                                | Oli sobre tela 28 × 45,5    | Museu Nacional Estocolm                  |
|        | S.452 W.619    | 1902            | Genets a la platja I Cavaliers sur la plage I                                              | Oli sobre tela 65,5 × 75,9  | Museum Folkwang Essen                    |
|        | S.453 W.620    | 1902            | Genets a la platja II Cavaliers sur la plage II                                            | Oli sobre tela 73 × 92      | Col·lecció Stavros Niarchos Grècia       |
|        | S.454 W.636    | 1903            | Dones i cavall blanc Femmes et cheval blanc                                                | Oli 73,3 × 91,7             | Museu de Belles Arts Boston              |
|        | S.455 W.635    | 1903            | La invocació L'Invocation                                                                  | Oli sobre tela 65,5 × 75,6  | National Gallery of Art Washington       |
|        | S.456 W.638    | 1903            | Paisatge amb gos Paysage avec chien                                                        | Oli sobre tela 73,5 × 92,5  | Museu d'Israel Jerusalem                 |
|        | S.457 W.637    | 1903            | Paisatge amb porc i cavall Paysage de la Dominique, ou Paysage avec cochon et cheval       | Oli sobre tela 75 × 64      | Museu d'Art Ateneum Hèlsinki             |
|        | S.458 W.633    | 1903            | Autoretrat Autoportrait                                                                    |                             | Col·lecció Salmanowitz Ginebra           |
|        | S.459 W.634    | 1903            | Autoretrat amb ulleres Autoportrait aux lunettes                                           | Oli sobre tela 42 × 25      | Kunstmuseum Basilea                      |

### Obres atribuïdes
Altres quadres atribuïts a Paul Gauguin.
| Imatge | Catàleg raonat | Any       | Títol / original                                                       | Tècnica / dimensions       | Museu / lloc                         |
| ------ | -------------- | --------- | ---------------------------------------------------------------------- | -------------------------- | ------------------------------------ |
|        | S.? W.-        | 1889      | Paisatge amb dues bretones Paysage avec la femme bretonne Deux         | Oli 72,4 × 91,4            | Museu de Belles Arts Boston          |
|        | S.? W.-        | 1889      | Natura morta amb càntir de Quimper Nature morte à la cruche de Quimper | Oli sobre tela 33,7 × 41,9 | Berkeley Art Museum Califòrnia       |
|        | S.- W.-        | 1890      | Natura morta amb pomes Nature morte aux pommes                         | Oli sobre tela 31,5 × 45,5 | Col·lecció privada                   |
|        | S.239A W.-     | 1891-1893 | Autoretrat Autoportrait                                                | Oli sobre tela 46,2 × 38,1 | Detroit Institute of Arts            |
|        | S.245 W.416    | 1891      | Nen crioll Enfant créole                                               | Oli sobre tela 36 × 32     | Col·lecció privada                   |
|        | S.247 W.419    | 1891      | El capità Swaton Le capitaine Swaton                                   | Oli sobre tela 41 × 33     | Metropolitan Museum of Art Nova York |
|        | S.248 W.417    | 1891      | Jove criolla Jeune créole                                              | Oli sobre tela 36 × 30     | Museu d'Art Modern Troyes (França)   |
|        | S.- W.-        | 1892      | El somni Moe moea                                                      | Oli 35,2 × 64,4            | Col·lecció privada                   |
|        | S.- W.-        | 1892      | Paisatge amb troncs blaus Paysage aux troncs bleus                     | Oli sobre tela 72,6 × 46,6 | Col·lecció privada                   |